# NGC 3723
NGC 3723 ist eine linsenförmige Galaxie vom Hubble-Typ E-S0 im Sternbild Becher am Südsternhimmel. Sie ist schätzungsweise 277 Millionen Lichtjahre von der Milchstraße entfernt.
Das Objekt wurde im Jahre 1880 von Andrew Ainslie Common entdeckt.